# Forstwirtschaftliche Gesamtrechnung der Schweiz
Die Forstwirtschaftliche Gesamtrechnung (FGR) ist eine wirtschaftliche Synthesestatistik, deren Hauptziel die Analyse des Produktionsprozesses und des darin erzielten Primäreinkommens der Forstwirtschaft ist. Sie bildet einen zusammenhängenden, buchhalterischen Rahmen, der an die besonderen Gegebenheiten der Forstwirtschaft angepasst ist. Da die FGR ein Satellitenkonto der Volkswirtschaftlichen Gesamtrechnung (VGR) der Schweiz darstellt, orientiert sie und sich an den Grundregeln des Zentralrahmens der VGR (Inlandkonzept, Kontenabfolge, Produktionsgrenze, Bewertungskonzepte usw.). Die methodologischen Prinzipien, auf welchen die FGR aufgebaut ist, sind auf europäischer Ebene harmonisiert (Eurostat), was Vergleichsanalysen mit über 30 Ländern ermöglicht (BFS 2021a).

## Entstehungsgeschichte
Bis zum Jahr 2003 existierte für die Forstwirtschaft kein kohärentes System, um den forstwirtschaftlichen Wirtschaftsbereich volkswirtschaftlich abzubilden, analysieren und mit der VGR zu verbinden. Fundierte Aussagen zur Bedeutung der Schweizer Forstwirtschaft in Bezug auf die Gesamtwirtschaft der Schweiz wie auch internationale Vergleiche waren somit nicht möglich. Aus diesem Grund erarbeitete das Bundesamt für Statistik (BFS) einen methodischen Rahmen um eine Forstwirtschaftliche Gesamtrechnung (FGR) für die Schweiz zu schaffen, welche die wirtschaftliche Leistung der Forstbranche in der Schweiz abbilden soll. Das BFS führte somit die FGR im Jahr 2003 ein, mit Zeitreihen ab 1990 (BFS 2021b). Die FGR wurde danach mehrmals erweitert und revidiert, um die jeweils aktualisierten methodologischen Bedingungen abzudecken. Die FGR wird jährlich erarbeitet.

## Methodik

### Modell der FGR
Gestützt auf die Methoden von Eurostat beschreibt die FGR den Produktionsprozess und das Primäreinkommen der Branche «Forstwirtschaft» und liefert Angaben zu deren Vermögensänderungen und der Vermögensbilanz (BFS 2021b). Die FGR modelliert die Schweizer Forstwirtschaft gemäss vier Bereiche: «Öffentliche Forstbetriebe», «Privatwald», «Forstunternehmen» und «Forstbaumschulen» (Abbildung "Modell der Schweizer Forstwirtschaft für die Modellierung in der FGR", BFS, S. 70).

### Bereich Öffentliche Forstbetriebe und öffentlicher Kleinwald
Den grössten Wirtschaftsbereich, wie auch der Kern des FGR-Modells bilden die öffentlichen Forstbetriebe sowie der öffentliche Kleinwald. Sie erzeugen stehendes Holz, Rohholz, forstwirtschaftliche Dienstleistungen und nichtforstwirtschaftliche Tätigkeiten, wie zum Beispiel Holzverarbeitung oder Bautätigkeiten (Forstwege, Schutzbauten). (BFS 2021b).

### Bereich Privatwald
Beim Privatwald handelt es sich vorwiegend um kleine Bewirtschaftungseinheiten (<2 ha Wald pro Eigentümer). Erzeugt werden hauptsächlich stehendes Holz und Rohholz, wobei ein Teil dem Eigenverbrauch dient (v. a. Energieholz; BFS 2021b).

### Bereich Forstunternehmen
Die Forstunternehmen erbringen einerseits Lohnarbeiten für Forstbetriebe (Holzernte- und Rückearbeiten) und andererseits kaufen sie bei den Waldeigentümern (private und öffentliche) stehendes Holz, dass sie zu Rohholz aufarbeiten und auf dem Holzmarkt verkaufen (BFS 2021b).

### Bereich Forstbaumschulen
Obschon die Forstbaumschulen einen Grossteil der Produktion (forstliches Pflanzgut) ausserhalb der Forstbranche absetzen, wird dieser Bereich aus Kohärenzgründen und zwecks einer vollständigen Abdeckung der forstwirtschaftlichen Tätigkeiten ins FGR-Modell miteinbezogen (BFS 2021b).

### Abgrenzung
Die Abdeckung der forstwirtschaftlichen Tätigkeiten kennt gewisse Grenzen. Nicht in der FGR enthalten sind:
- Weihnachtsbaumkulturen auf landwirtschaftlichen Nutzflächen (erfasst in der Landwirtschaftlichen Gesamtrechnung (LGR)[3]).
- die Holzernte ausserhalb des Waldes (Hecken, Gärten, Parks, Obstkulturen, Reben usw.).
- das Sammeln von Beeren und Kastanien im Wald.

Seit 2016 werden die Vorräte des stehenden Holzes sowie der Zuwachs der Wälder (unfertige Erzeugnisse) physisch wie monetär bewertet, insofern deren ökonomischer Wert positiv ist, was somit ein Konto des Naturvermögens gemäss Umweltgesamtrechnung darstellt. Diese Bewertung ist seit 2020 statistisch konsolidiert und wird daher im Branchenkonto «Forstwirtschaft» ausgewiesen und fliesst somit in die Volkswirtschaftliche Gesamtrechnung ein (BFS 2021b).
Zudem wird die Multifunktionalität des Waldes durch die FGR nur teilweise bewertet, da diese auf die vermarktbare wirtschaftliche Produktion entsprechend der Definition der Produktionsgrenze der Volkswirtschaftlichen Gesamtrechnung (Eurostat 2014), insbesondere im Zusammenhang mit der Holzernte und der Marktproduktion von sonstigen Waren und Dienstleistungen fokussiert ist. Die FGR bildet zwar die effektiven Geldströme (Produktionskosten und Beiträge der öffentlichen Hand) im Zusammenhang mit «nichtmarktlichen» Leistungen zugunsten der Allgemeinheit (Erhaltung der Schutzleistungen des Waldes, Förderung der Biodiversität, Unterhalt von Naturlehrpfaden usw.) ab, was somit in der Entstehung des Primäreinkommens (Faktoreinkommen, Unternehmensgewinn) der Branche «Forstwirtschaft» einfliesst (siehe Tabelle 1).
Hingegen werden im Produktionswert, in der Bruttowertschöpfung oder bei den Anlagen (Vermögensbildung und Vermögensbilanz) die nicht-marktlichen Schutz-, Freizeit- bzw. Biodiversitätsleistungen nicht widerspiegelt. Ebenso wenig fliessen die Beeinträchtigungen des Ökosystems Wald (Verschlechterung der Grundwasser- oder Bodenqualität, Verringerung der Biodiversität, der Waldfläche usw.) – egal ob durch Holzernte oder durch andere Aktivitäten oder Phänomene verursacht – in die FGR Berechnung ein (BFS 2011). Die statistische Betrachtung der Leistungen der Ökosysteme des Waldes ist nicht Bestandteil der FGR, sondern der Ökosystemkonten (SEEA-EA) der Umweltgesamtrechnung (SEEA der UNO).

### Datengrundlagen
Datengrundlage der Forstwirtschaftlichen Gesamtrechnung (FGR) bilden insbesondere folgende Statistiken:
- Schweizerische Forststatistik (BFS),
- Betriebszählungen des primären Wirtschaftssektors (BFS),
- Statistik der Unternehmensstruktur STATENT (BFS),
- Forstwirtschaftliches Testbetriebsnetz (TBN) der Schweiz (BFS, BAFU),
- Produzentenpreisindex (BFS),
- Landesindex der Konsumentenpreise (BFS),
- Erhebung Rohholzpreise (BFS, WaldSchweiz),
- Schweizerisches Landesforstinventar (LFI) (WSL),
- Schweizerische Bau- und Wohnungsstatistik (BFS),
- Landwirtschaftliche Produktionsmittelindizes (Agristat, SBV),
- Statistik der öffentlichen Finanzen (EFV),
- Kennzahlen des Verbands Schweizerischer Forstunternehmungen (FUS)

### Kontensequenz der FGR

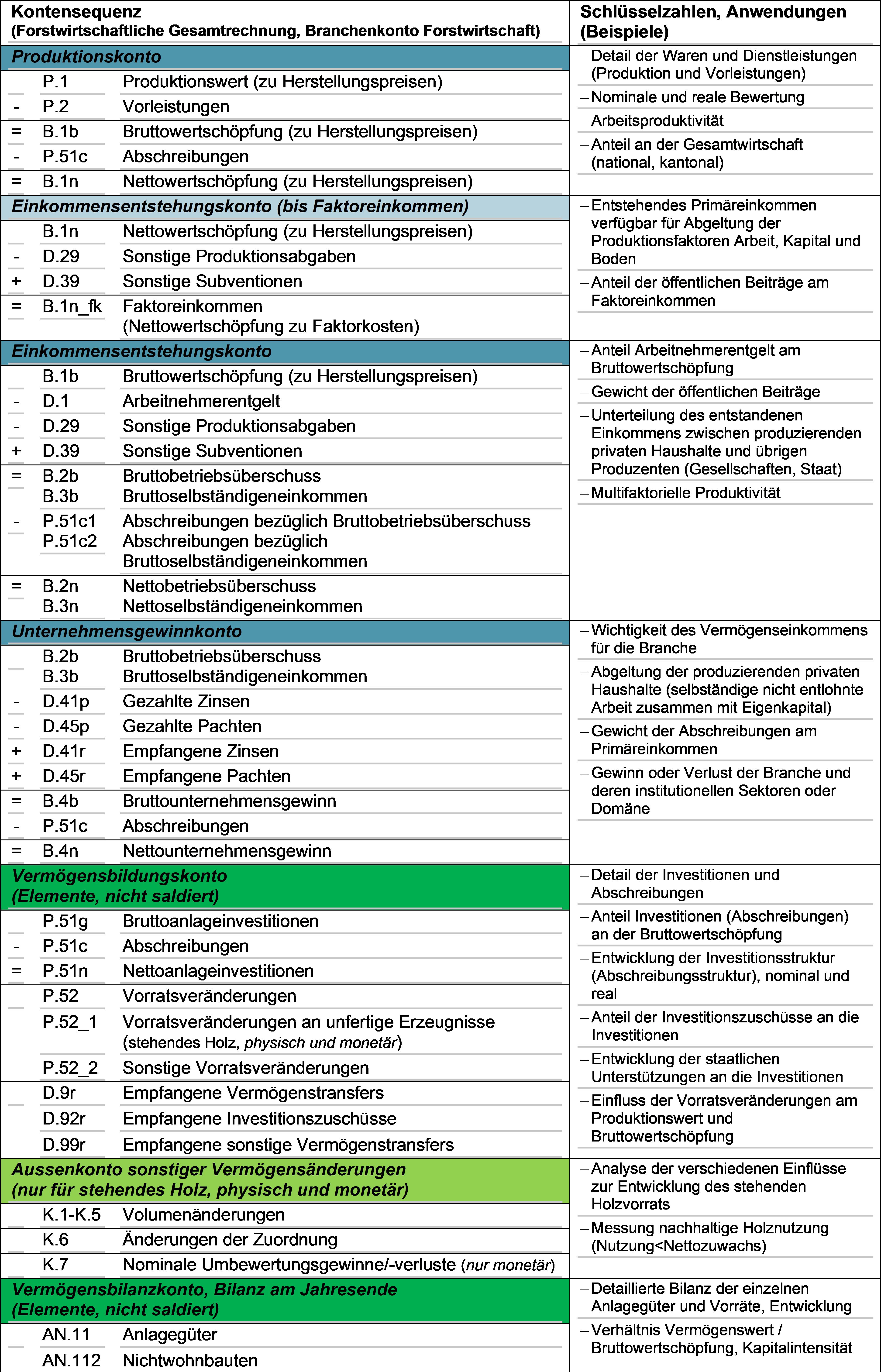
Aufbau der FGR (vereinfacht)

Die gewonnenen Informationen aus dem Modell der FGR werden in einer Kontensequenz strukturiert dargestellt. Diese erfasst sämtliche Transaktionen des Produktionsprozesses bis zur Entstehung des Primäreinkommens, zusammen mit Elementen zur Vermögensbildung und Vermögensbilanz.
Das Produktionskonto beschreibt den Produktionsprozess von Gütern und Dienstleistungen der Branche «Forstwirtschaft». Es enthält auf der Aufkommensseite den Produktionswert und auf der Verwendungsseite die Vorleistungen. Die Bruttowertschöpfung (zu Herstellungspreisen) ergibt sich aus dem Saldo von Produktionswert und den Vorleistungen. Werden die Abschreibungen abgezogen, ergibt sich daraus die Nettowertschöpfung (zu Herstellungspreisen) (BFS 2021b).
Das Einkommensentstehungskonto beschreibt die Verteilung der Wertschöpfung auf das Arbeitnehmerentgelt und die Produktionsabgaben abzüglich der sonstigen Subventionen. Der Saldo wird als Betriebsüberschuss (für Kapitalgesellschaften) oder als Selbständigeneinkommen (für produzierende private Haushalte, was noch die Abgeltung der nicht entlohnten unselbständigen Arbeit beinhaltet) bezeichnet. Wenn lediglich von der Nettowertschöpfung zu Herstellungspreisen die sonstigen Produktionsabgaben abgezogen und die sonstigen Subventionen addiert werden, erhält man das Faktoreinkommen (Nettowertschöpfung zu Faktorkosten) (BFS 2021b).
Das Unternehmensgewinnkonto beschreibt die Verteilung des Vermögenseinkommens (Pachten und Zinsen, zu bezahlen und zu empfangen) zwischen den Produktionseinheiten der Forstwirtschaft und den übrigen Wirtschaftssubjekten (insb. Grundbesitzer, Finanzintermediäre, Haushalte, bodenbewirtschaftete Produktionseinheiten). Der Saldo (Unternehmensgewinn, brutto oder netto nach den Abschreibungen) entspricht dem Primäreinkommen aus dem Produktionsprozess. (BFS 2021b).
Damit der Produktionsprozess so umfassend wie möglich abgebildet werden kann, werden Elemente des Vermögensbildungskontos und des Vermögenskontos bewertet. Dabei wird der Akzent auf die Entwicklung und den Zustand des produktiven Vermögens gelegt. Dies geschieht über die Bruttoanlageinvestitionen, die Abschreibungen, die Vorratsveränderungen und die Bewertung der produktiven Vermögensgüter (BFS 2021b).